# بيت الفيل (الرجم)

تعديل مصدري - تعديل

بيت الفيل هي إحدى قرى عزلة بني اسعد بمديرية الرجم التابعة لمحافظة المحويت، بلغ تعداد سكانها 189 نسمة حسب تعداد اليمن لعام 2004.